# بوگوانگ-دونگ
بوگوانگ-دونگ (به لاتین: Bogwang-dong) یک منطقهٔ مسکونی در کره جنوبی است.